# McCafé
McCafé é uma cadeia de alimentos e bebidas no estilo cafeteria, de propriedade do McDonald's.  Conceituada e lançada em Melbourne, Austrália em 1993 pelo Licenciado do McDonald's Ann Brown, e apresentada ao público com a ajuda do CEO do McDonald's, Charlie Bell e do então Chairman e futuro CEO James Skinner, a cadeia reflete uma tendência de consumo em relação aos cafés expresso.
Os relatórios indicaram que os pontos de venda do McCafé geraram 15% mais receita do que um McDonald's regular e, em 2003, eram a maior marca de café na Austrália e na Nova Zelândia.

## Expansão internacional

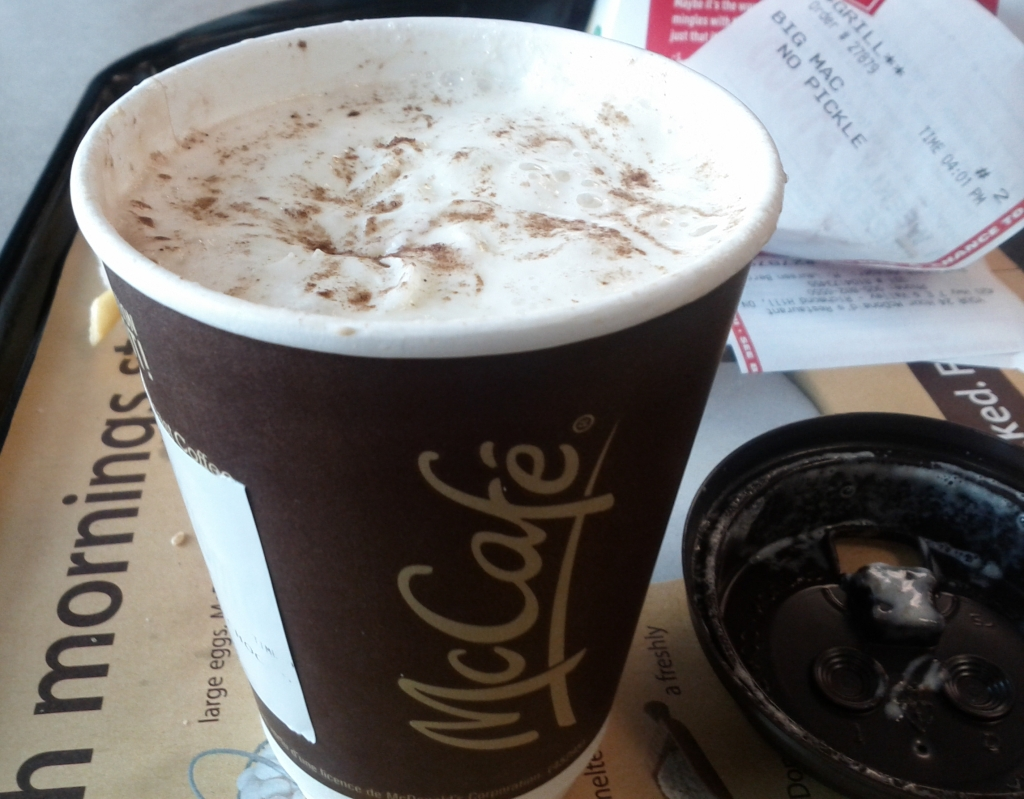
Uma xícara de chocolate quente vendido no Canadá sob a marca McCafé

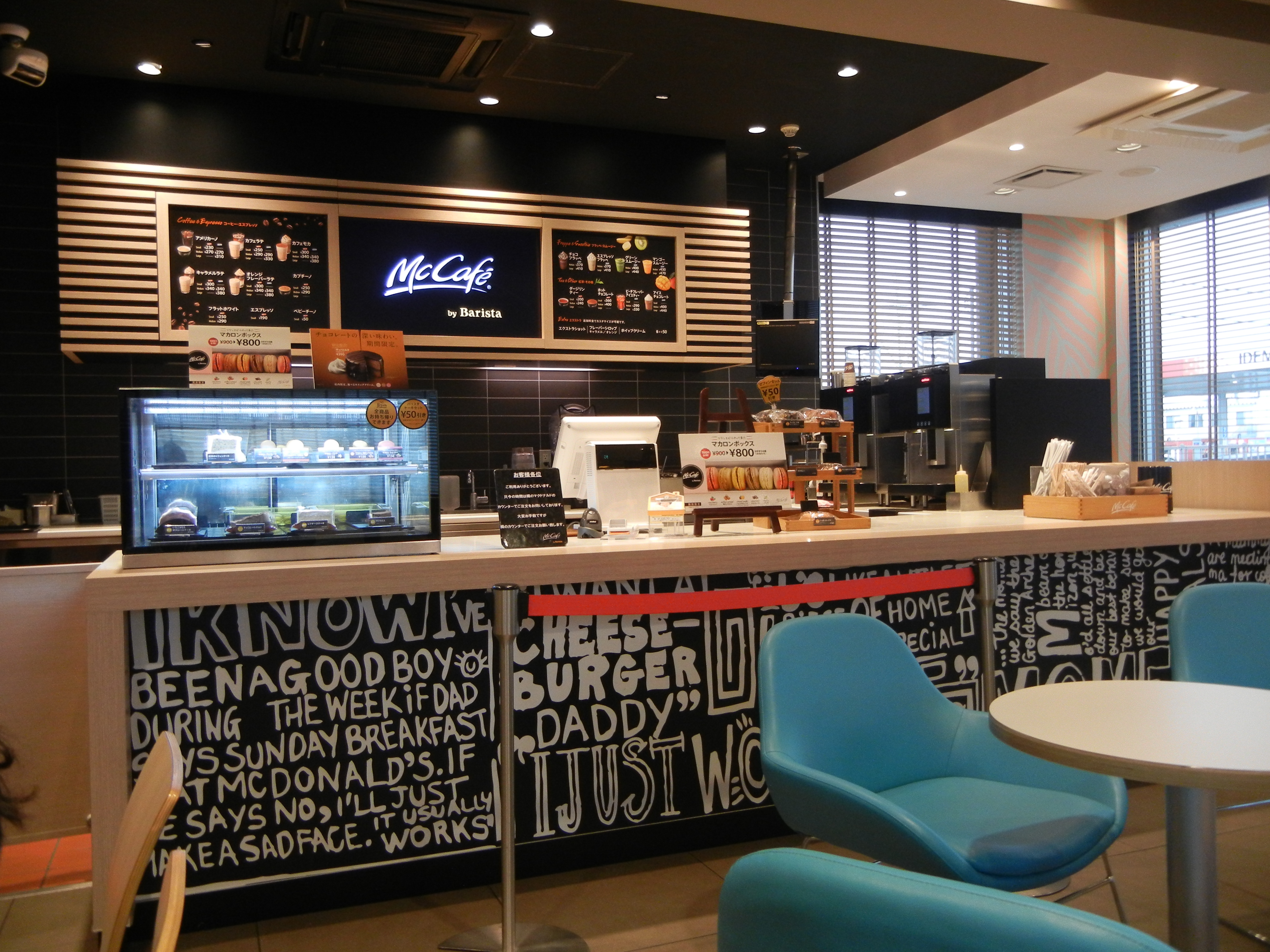
Um McCafé no Japão

O conceito McCafé foi projetado para ajudar a criar atmosfera e tráfego na entrada das lojas McDonalds em Swanston Street, Melbourne (uma loja muito grande com o balcão da frente a uma distância considerável da entrada da loja). A ideia foi desenvolvida entre Charlie Bell e a equipe corporativa regional local (David Bayes, Mike Tregurtha e Jim Vasiliadis).  O primeiro McCafe abriu como uma loja corporativa em Melbourne, e não por um licenciado como indicado acima (Ann Brown foi baseada em Brisbane).
No Brasil, o primeiro McCAFÉ foi inaugurado em São Paulo, na Avenida Paulista, em agosto de 2000. Em uma década de Brasil as unidades passaram de três para mais de 60, comprovando o enorme sucesso das cafeterias no mercado brasileiro. Somente em maio de 2001 este conceito foi implantado nos Estados Unidos, com a inauguração da primeira loja no dia 21 de maio na cidade de Chicago, estado de Illinois. Apesar dos Estados Unidos ser o maior e mais importante mercado para a rede, as unidades do McCAFÉ encontraram incrível dificuldade para se firmar no país em virtude da agressiva concorrência da rede Starbucks e acabaram fechando. Apesar das dificuldades no mercado americano, no ano seguinte o McCAFÉ já estava presente em 13 países, e, em 2003, contava com mais de 600 lojas espalhadas pelo mundo. Nos anos seguintes outras unidades foram inauguradas e muitos países ganharam a novidade. O cardápio também foi renovado com novas delícias, muitas delas sazonais.
O primeiro nos Estados Unidos foi inaugurado em Chicago, Illinois, em maio de 2001, quando havia cerca de 300 pessoas em todo o mundo.  Em 2004, o McCafé abriu na Costa Rica e na França, e no ano seguinte, o conceito foi lançado na Itália. Em 2007, a cadeia expandiu-se para o Japão como parte dos esforços do McDonald's para aumentar as vendas com ofertas mais saudáveis de sopa e sanduíches e alcançar novos clientes que favoreciam os cafés tradicionais.  Apesar de ser uma parte relativamente pequena da estratégia geral do McDonald's, existem atualmente 1.300 em todo o mundo.
Em junho de 2006, o primeiro McCafé da Bulgária foi inaugurado no Mall of Sofia .
McCafé chegou ao Paraguai em 2007.
Em agosto de 2008, o McDonald's expandiu seu conceito McCafé para a África do Sul , onde a franquia McDonald's já é um nome familiar e uma das maiores redes de fast-food do país.  No final de 2009, as bebidas do McCafé estavam disponíveis nos restaurantes McDonald's nos Estados Unidos.  O McCafé foi inaugurado em El Salvador no dia 6 de julho de 2010, localizado nos restaurantes McDonald's na Zona Rosa e no Boulevard Próceres, com o objetivo de proporcionar o aroma, sabor e textura do café gourmet 100% salvadorenho.
O McCafé foi inaugurado em Madri , Espanha, em 28 de junho de 2008, localizado nos restaurantes McDonald's Montera.
Em 2011, o McDonald's iniciou a expansão do McCafé na Ucrânia. Existem 6 McCafés em Kiev , 1 em Lviv, 1 em Odesa, 1 em Dnipro e 1 em Kharkiv a partir de janeiro de 2014.
Em julho de 2010, o McCafé adicionou smoothies de frutas de verdade à sua lista de bebidas. Em novembro de 2010 eles adicionaram mocha e chocolate quente à sua lista de bebidas. Em julho de 2011, eles adicionaram o Frozen Strawberry Lemonade e o Mango Pineapple Smoothie ao cardápio americano.
Em 7 de novembro de 2011, o McDonald's Canada lançou o McCafé em todo o país depois de estar disponível apenas em lojas selecionadas antes deste anúncio.  Com a introdução da McCafé no Canadá, as lojas participantes do McDonald's acrescentaram mocha, cappuccino, expresso, americano, café com leite, café com leite gelado, café gelado e chocolate quente aos seus menus.  Com o McCafé, o McDonald's está agora em concorrência direta com a Coffee Time , a Country Style , a Second Cup , a Starbucks , a Tim Hortons e a Timothy's no mercado canadense de café.
Em 16 de junho de 2012, o McDonald's lançou o primeiro McCafé Malaysia em Kota Damansara, com alguns outros abrindo subseqüentemente nos outlets de Bandar Utama, Subang Jaya, Titiwangsa e Taman Connaught - todos atualmente localizados em Klang Valley, bem como em Greenlane, Birch. House, IJM Promenade e Aeroporto Internacional de Penang - todos em Penang.
Na Turquia, o McCafé opera sob o nome "McD Café".  A primeira cafeteria abriu em julho de 2012 no aeroporto Sabiha Gökçen.  Em abril de 2016, havia 8 Mcd Cafés no lado asiático de Istambul , 6 no lado europeu, 3 em Antalya, 2 em Adana e Kocaeli, e um em Afyonkarahisar, Aksaray, Ankara e Kırşehir.
Em dezembro de 2012, o McDonald's anunciou que levaria a marca McCafé e a linha de produtos para todos os restaurantes McDonald's no Reino Unido. Isso incluiria a adição de frappés gelados, smoothies de frutas geladas e um rebranding do café padrão do McDonald's para "McCafé".
Em 14 de outubro de 2013, o McDonald's lançou o primeiro McCafé India na área de South Mumbai em Mumbai, Maharashtra.
O McDonald's introduziu uma linha de café chamada "McCafé" em todo o país nos Estados Unidos.  Em agosto de 2014, a empresa anunciou que começaria a vender seu café para fabricação doméstica em supermercados dos Estados Unidos.  Fabricado e distribuído em parceria com a Kraft Foods , o café está atualmente disponível em embalagens pré-embaladas e K-Cups .
Em dezembro de 2015, o McDonald's do Canadá abriu sua primeira loja autônoma do McCafé na recém-construída área de Toronto, na Toronto Union Station .
Em 20 de março de 2018, o primeiro McCafé em Minsk, Belarus foi aberto.  Outro McCafé abriu suas portas em Minsk em 24 de junho de 2018, e mais uma estava prevista para ser inaugurada até o final de 2018.

## As Lojas
Todas as suas lojas com ambiente moderno, acolhedor e intimista são localizadas em áreas anexas aos restaurantes da rede McDonald’s. As unidades são frequentadas por um público bastante amplo, desde mulheres que queiram se reunir com amigas, famílias e executivos que utilizam a cafeteria para pequenas reuniões ou para acessar internet sem fio – disponível em quase todas as lojas da rede. Muitas unidades ainda oferecem acesso jornais e revistas para uma leitura relaxante enquanto os clientes degustam os produtos. A decoração é o oposto da rede de alimentação rápida: tons pastel, iluminação indireta e móveis de madeira passam uma sensação de tranquilidade e aconchego.
O cardápio do McCAFÉ, além do café tipo gourmet, produzido com grãos 100% do tipo arábico, considerado um dos mais nobres do mundo, e das bebidas compostas a partir do produto, como cappuccinos, café gelados e frappés, oferece uma grande variedade de itens preparados com exclusividade, com opções de bebidas, salgados (tortas e croissants), doces (cheesecake, brownies, muffins e cookies) e bebidas geladas (sodas italianas e smoothies). O cardápio brasileiro conta com algumas exclusividades como o pão de queijo, as bebidas quentes Chocolachic e Submarino (bebida quente com barra de chocolate meio amargo derretido), muffins de fubá com recheio de goiabada e os doces Cone de Iogurte com Frutas, Cone de Gianduia, Tiramissu e Quadrado de Maracujá.
Mais recentemente, no Brasil, a rede começou a experimentar um novo formato de loja chamada McCAFÉ EXPRESSO, que oferece alguns dos principais produtos do requintado cardápio do McCAFÉ, em espaços reduzidos, mas com a mesma qualidade e atendimento de primeira. Apesar da dificuldade encontrada no mercado americano, o sucesso pelo mundo foi tanto que atualmente o McCAFÉ é a segunda maior rede de cafeterias do planeta.

## A evolução visual

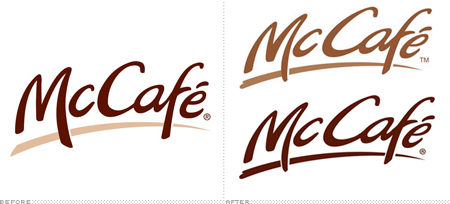
Logos McCafé

A identidade visual da marca ao longo dos anos passou por pequenas alterações, imperceptíveis aos olhos de consumidores mais desatentos. Mas basta perceber a perna da letra M e o primeiro C para as alterações ficarem mais claras.